# Davallia pusilla
Davallia pusilla là một loài dương xỉ trong họ Davalliaceae. Loài này được Mett. mô tả khoa học đầu tiên năm 1861.